# Billy L. Sullivan
Pour les articles homonymes, voir Sullivan.
Ne doit pas être confondu avec Billy Sullivan (acteur) ou Billy Sullivan.
Billy L. Sullivan est un acteur américain, né en 1980.

## Filmographie
- 1987 : Light of Day : Benji Rasnick
- 1988 : La Mort à retardement (My Father, My Son) (TV) : Russell
- 1991 : The Man in the Family (série TV) : Robby
- 1992 : 1492 : Christophe Colomb (1492: Conquest of Paradise) : Fernando (âgé de 10 ans)
- 1993 : My Life : Rollercoaster Boy
- 1994 : Le Fléau (The Stand) (feuilleton TV) : Joe
- 1994 : Little Big League d'Andrew Scheinman : Chuck
- 1994 : Couples (TV)
- 1994 : Next Door (TV) : Sparky
- 1995 : Steel Frontier : Lake
- 1995 : Tank Girl : Max
- 1995 : The Big Green : Jeffrey Luttrell
- 1996 : Joyeuse pagaille (Something So Right) (série TV) : Will Pacino
- 2005 : Dirty Deeds : Stash